# Antonio Bellino
Antonio Bellino (Potenza, 6 settembre 1925 – 31 ottobre 2016) è stato un politico italiano.

## Biografia
Nato a Potenza nel 1925, fu convinto antifascista e venne incarcerato nell'estate 1943 per le attività clandestine condotte contro il regime. Iscrittosi al Partito Socialista Italiano, fu delegato provinciale del movimento giovanile, ma si allontanò presto per aderire alla Democrazia Cristiana, partito per il quale ricoprì gli incarichi di responsabile giovanile e poi segretario cittadino.
Venne eletto per la prima volta consigliere comunale nel 1960 e ricoprì l'incarico di assessore alle campagne nella giunta del sindaco Giovanni Messina, adoperandosi per l'elettrificazione e la realizzazione di strade e acquedotti nelle aree rurali del comune. Dal 1964 fu assessore alle finanze nella giunta di Francesco Petrullo e nel 1970 venne eletto sindaco di Potenza alla guida di una giunta monocolore, possibile grazie alla maggioranza assoluta guadagnata dalla DC alle amministrative del 1970, con ventidue consiglieri su quaranta.
Dal 1975 al 1980 fu consigliere della Provincia di Potenza e capogruppo DC, mentre tornò al consiglio comunale potentino nel 1980 e nel 1985. Al termine della legislatura nel marzo 1990, si ritirò dalla vita politica.
Fu anche il primo presidente dell'UNCEM regionale, e per tredici anni, dal 1978 al 1991, fu presidente del Consorzio industriale di Potenza. Morì il 31 ottobre 2016.